# Tanac
Tanac falu Horvátországban Sziszek-Monoszló megyében. Közigazgatásilag Jasenovachoz tartozik.

## Fekvése
Sziszektől légvonalban 48, közúton 71 km-re délkeletre, községközpontjától légvonalban 4, közúton 6 km-re délnyugatra a Báni végvidéken, az Una folyó szávai torkolatának közelében, a bosnyák határ mellett fekszik.

## Története
A régészeti leletek tanúsága szerint területe már évezredek óta lakott. Ennek egyik látványos bizonyítéka az az újkőkori, egyetlen fatörzsből kifaragott csónak, melyet 2006-ban a falu területén az Una medrében találtak. A történelem előtti időben ezen a területen az illírek egyik törzse a japodok éltek. Az ő településük állhatott a szomszédos Hrvatska Dubica határában az Una melletti Gradina nevű lelőhelyen, ahonnan számos ókori lelet került elő. A rómaiak az i. e. 1. században hódították meg ezt a vidéket. A meghódított területen megkezdődött az utak építése. A Salonából Sirmiumba vezető fontos kereskedelmi és hadiút a falu területén vezetett át.
A község területét 1538-ban foglalta el a török és egészen 1685-ig török kézen volt. A török uralom idején a banjalukai szandzsák része volt. A törökellenes felszabadító harcok keretében Erdődy Miklós horvát bán 1685-ben adta ki a parancsot a töröknek az Una folyóig történő visszaszorítására. Ennek során foglalták vissza a császári erők. A kialakult erőviszonyokat az 1699-es karlócai béke szentesítette, ezzel a határ hivatalosan is az Una folyóhoz került vissza. 1703-ban Lipót császár az egész Una és Kulpa közötti térséget a bán katonai parancsnoksága alá rendelte, ezzel létrejött a Báni végvidék (horvátul Banija, vagy Banovina). A katonai határőrvidék idején a Tanac nevű csardak, azaz katonai őrhely állt ezen a helyen, mely az unamenti védővonal része volt.
A mai Tanac csak 1860 körül keletkezett, amikor a szomszédos Ušticáról három család költözött ide. Nevét a hagyomány szerint a „tancati” (táncolni) szóról kapta arra utalva, hogy Ušticáról hosszú gyalogút vezetett idáig. A településnek 1890-ben 80, 1910-ben 182 lakosa volt. Pozsega vármegye Novszkai járásának része volt. 1918-ban az új szerb-horvát-szlovén állam, majd később Jugoszlávia része lett. Nehéz időszakot élt át a lakossága a II. világháború alatt. 1941-ben a németbarát Független Horvát Állam része lett. 1991-ben a háború előtt lakosságának 94%-a horvát, 4%-a szerb nemzetiségű volt. 1991-ben elfoglalta a jugoszláv hadsereg és a horvát lakosságnak menekülnie kellett. Házaikat kifosztották és felgyújtották, kápolnájukat lerombolták. 1995. május 1-jén a Villám hadművelet elején szabadították fel a horvát erők. A háború után szinte mindent újjá kellett építeni. A településnek 2011-ben 129 lakosa volt.

## Népesség
| Lakosság változása | Lakosság változása | Lakosság változása | Lakosság változása | Lakosság változása | Lakosság változása | Lakosság változása | Lakosság változása | Lakosság változása | Lakosság változása | Lakosság változása | Lakosság változása | Lakosság változása | Lakosság változása | Lakosság változása | Lakosság változása |
| ------------------ | ------------------ | ------------------ | ------------------ | ------------------ | ------------------ | ------------------ | ------------------ | ------------------ | ------------------ | ------------------ | ------------------ | ------------------ | ------------------ | ------------------ | ------------------ |
| 1857               | 1869               | 1880               | 1890               | 1900               | 1910               | 1921               | 1931               | 1948               | 1953               | 1961               | 1971               | 1981               | 1991               | 2001               | 2011               |
| 0                  | 0                  | 0                  | 80                 | 135                | 182                | 195                | 175                | 200                | 205                | 189                | 197                | 194                | 159                | 167                | 129                |

## Nevezetességei
Illés próféta tiszteletére szentelt római katolikus kápolnája az Una közelében áll. A délszláv háború idején 1991-ben a JNA erői és a szerb szabadcsapatok súlyosan megrongálták. A háború után teljesen újjá kellett építeni.